# St. Franz von Sales (Kandern)

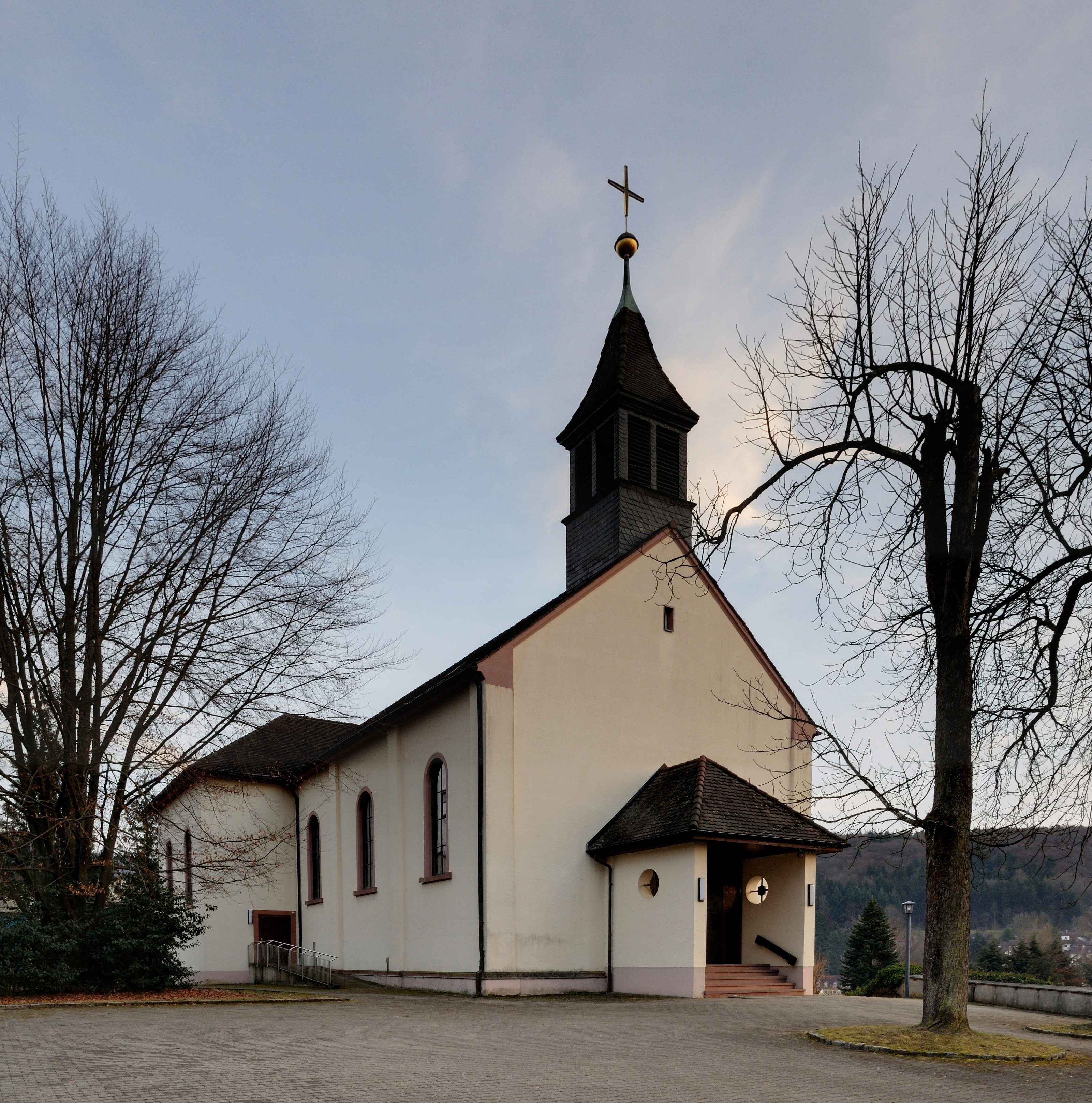
Katholische Kirche Kandern

Die Katholische Kirche Kandern ist eine in den Jahren 1860 bis 1861 erbaute Pfarrkirche, die dem Patronat des heiligen Franz von Sales anvertraut ist. Sie ist gleichzeitig die einzige römisch-katholische Kirche in Kandern und ihren Stadtteilen. Sie gehört zur Seelsorgeeinheit Kandern-Istein im Dekanat Wiesental der Erzdiözese Freiburg.

## Geschichte
Von 1850 an hatten die Katholiken von Kandern das Recht, die Friedhofskapelle für ihre Gottesdienste zu nutzen. Da sich der Wunsch nach einem eigenen Gotteshaus immer stärker ausprägte, brachte der Freiburger Domkapitular Franz Sales Schmidt 1858 eine Spendenaktion auf den Weg. Ein Jahr später beauftragte das Erzbischöfliche Ordinariat Bezirksbauinspektor Heinrich Leonhard aus Lörrach mit der Bauleitung und der Umsetzung der Pläne, die von Baudirektor Heinrich Hübsch stammten. Nach etwa zweijähriger Bauzeit von 1860 bis 1861 konnte die Kirche am 3. Oktober desselben Jahres vom Mainzer Bischof Wilhelm Emmanuel von Ketteler zu Ehren von Franz von Sales geweiht werden.
1901 verlängerte man den Chorbereich und ergänzte den Bau um eine Sakristei. Dabei wurde der Hauptaltar versetzt und der Dachstuhl über dem Chor sowie der Dachreiter erneuert.
In den Jahren 1959 bis 1960 versetzte man die Sakristei an die Westseite und erweiterte die Kirche west- und ostwärts. Der Anbau im Westen erhielt einen Seiteneingang. Den Taufstein versetzte man unter die neu gestalteten Empore im Eingangsbereich. Eine weitere Neugestaltung, diesmal vornehmlich im Innenraum, erfolgte 1980 unter der Leitung des Waldkircher Künstlers Hubert Bernhard.

## Beschreibung

### Lage und Kirchenbau
Das nördlich des Ortskerns von Kandern, etwas abseits an einem leichten Hang, gelegene Bauwerk besteht aus zwei rechteckigen Baukörpern, die sich in der Vierung überkreuzen. Das Langhaus ist mit einem Satteldach gedeckt, die Dächer der seitlichen Anbauten sind abgewalmt. Der Haupteingang ist über einen hervorspringenden Windfang mit kleinem Walmdach geschützt. Über der Hauptportalsfassade ragt ein Dachreiter empor, der durch ein Pyramidendach mit aufgesetzter Turmkugel und Kreuz abgeschlossen ist. Der dunkle Schaft hat zu jeder Seite Schallarkaden in Form von dünnen horizontalen Schlitzen. An den Längsseiten verfügt das Langhaus über je drei schmale, bogenförmig abgeschlossene Fenster; die seitlichen Anbauten verfügen ebenfalls über zwei solche Fenster.
An der Kirche befindet sich auf einem separaten Gelände ein Friedhof mit einer Kapelle.

### Inneres und Ausstattung

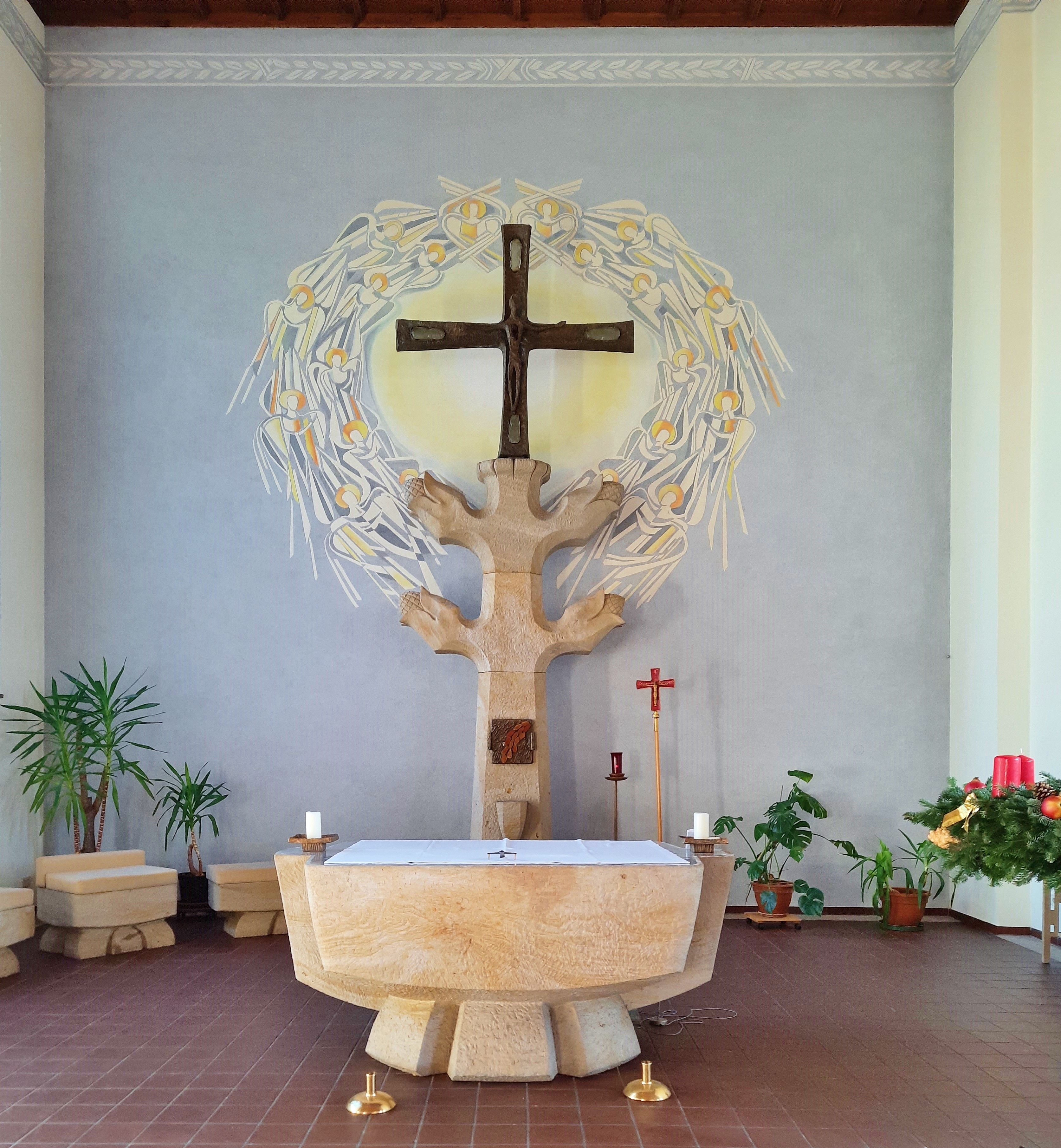
Altar der katholischen Kirche in Kandern. Dahinter Baum des Lebens gekrönt von einem Bronzekreuz (Hubert Bernhard 1980).

Der Hauptaltar aus Mainsandstein hat die Form einer großen Schale. In einer mit einem großen Bronzekreuz bekrönten Stele, die den Baum des Lebens symbolisiert, befindet sich das Tabernakel. An Stelle der Seitenaltäre stehen links ein großer Kerzenhalter von Siegfried Fricker und rechts ein Tisch mit Krippendarstellungen aus Keramik von Hermann Karl Hakenjos. Neben dem Beichtstuhl steht eine Statue des Kirchenpatrons Franz von Sales.

### Glocken und Orgeln

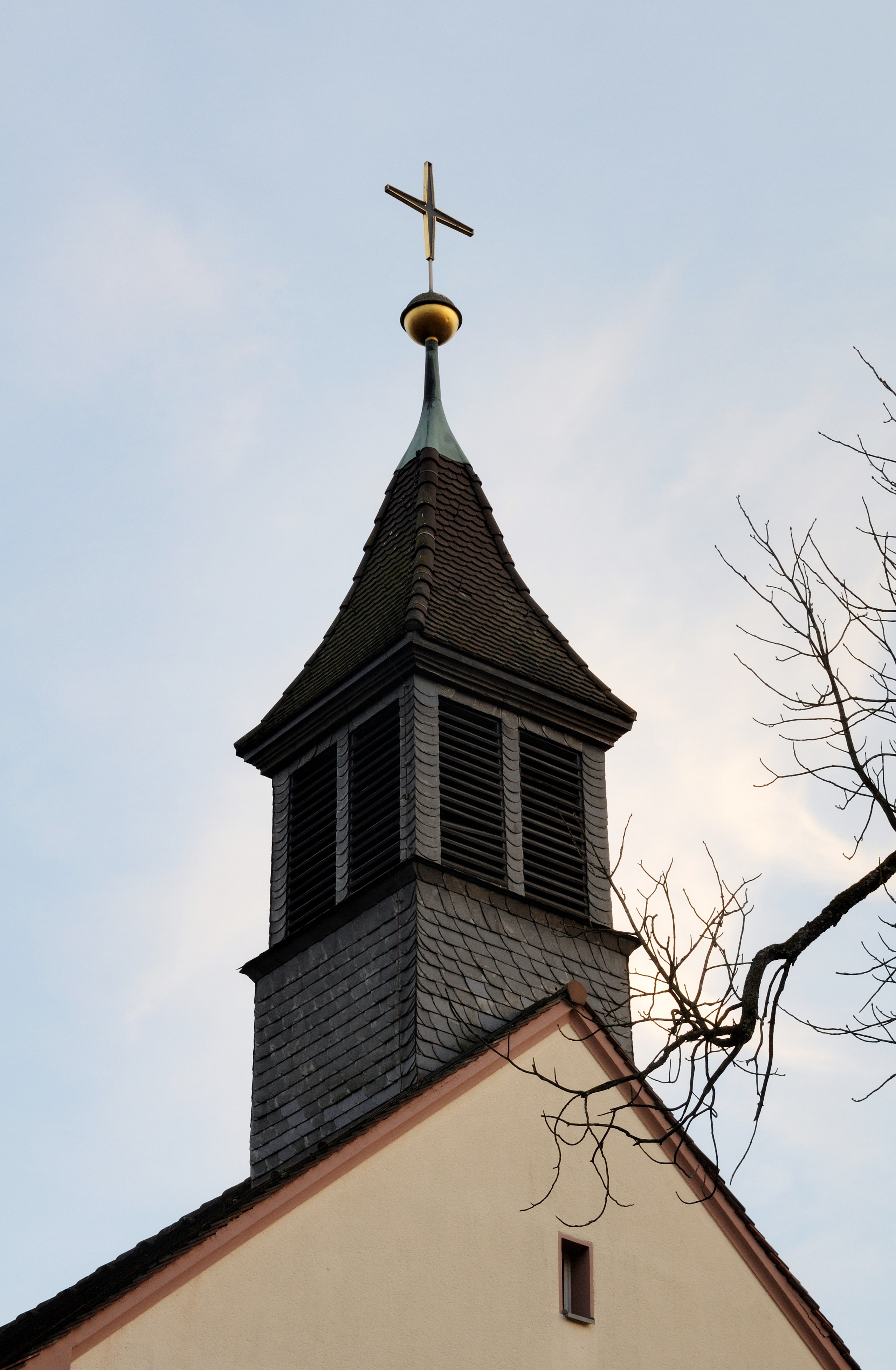
Glockenturm

Zu Beginn verfügte die Kirche über eine kleine g-Glocke, die 1861 von der Stadt Kandern gestiftet und auf den Namen „Concordia“ getauft wurde. Diese befindet sich heute im Heimatmuseum. Zwei weitere Glocken mit unbekanntem Schlagton wurden 1901 von der Glockengießerei Grüninger gegossen; sie mussten im Ersten Weltkrieg abgegeben werden.
Das heutige dreistimmige Glockengeläut aus Bronze im Dachreiter wurde 1953 von F. W. Schilling in Heidelberg gegossen.
| Glocke | Name                   | Gewicht | Schlagton |
| ------ | ---------------------- | ------- | --------- |
| 1      | Christ-König-Glocke    | 205 kg  | cis″+4    |
| 2      | Gottesmutter-Glocke    | 115 kg  | e″+4      |
| 3      | Franz-von-Sales-Glocke | 076 kg  | fis″+4    |

Eine weitere Glocke aus Bronze ist in der Kirche nahe beim Chor ausgestellt und wird nicht geläutet. Sie wurde 1663 von Hans Ulrich Rodt aus Basel gegossen und hat den Schlagton d‘‘‘-8. Sie ist nicht im Badischen Glockenatlas inventarisiert, weshalb ihre Geschichte unbekannt ist.
Die Orgel mit elektrischer Traktur wurde 1953/54 von Willy Dold aus Freiburg erbaut. Sie verfügt über zwei Manuale, ein Pedal und neun Register mit einer Extension. Die Kirche erhielt 2021 eine Digitalorgel, welche teilweise im Freipfeifenprospekt der Dold-Orgel eingesetzt wurde. Die Dold-Orgel ist nicht mehr bespielbar, jedoch komplett erhalten.